# Мінський повіт (Російська імперія)
Мінський повіт — історична адміністративно-територіальна одиниця у складі Мінського намісництва, Мінської губернії та Білоруської РСР, яка існувала у 1793–1924 роках (із перервами). Центр — губернське місто Мінськ.

## Адміністративний поділ
- 1913 року в повіті було 16 волостей: Бєлоруцькая, Заславська, Засульська, Івенецька, Койдановська, Острошицько-Городецька, Першайська, Раковська, Рубежевицька, Самохваловицька, Сверженська, Семково-Городецька, Станьковська, Старосельська, Столбецька, Сенницька.
- місто Мінськ із передмістями Золотий острів, Комаровка, Ляховка, Нижня Ляховка, Місцевий лазарет, Переспа, Стара слобода, Строжевка, Троїцька Гора, 1-а та 2-а Архиєрейські слободи.

## Історія
Утворено у складі Мінської губернії Російської імперії 1793 року після 2-го розділу Речі Посполитої. З 1795 до 1796 року належав до Мінського намісництва. 
У зв'язку з польською окупацією у 1919—1920 рр. замість повіту існувала Мінська округа.
1920 року західна частина відійшла до Польщі.
1921 року Мінська губернія була ліквідована й повіт перейшов у пряме підпорядкування Білоруської РСР.
1924 року повіт було ліквідовано.

## Населення
За даними перепису 1897 року в повіті мешкало 277,2 тис. осіб. За національним складом: білоруси — 59,2%; євреї — 23,1%; росіяни — 9,5%; поляки — 7,1%. У повітовому місті Мінськ проживало 90912, заштатному Несвіж — 8459